# Acris
Acris és un gènere de granotes petites de la família dels hílids que es troba a Nord-amèrica. Són més aquàtiques que altres espècies de la mateixa família car estan associades a dipòsits d'aigua permanents amb vegetació de superfície.

## Taxonomia
- Acris blanchardi
- Acris crepitans
- Acris gryllus[1] (anglès)